# Cyrtinus querci
Cyrtinus querci är en skalbaggsart som beskrevs av Henry Fuller Howden 1973. Cyrtinus querci ingår i släktet Cyrtinus och familjen långhorningar.
Artens utbredningsområde är Honduras. Inga underarter finns listade i Catalogue of Life.